# Nasza klątwa
Nasza klątwa é um filme-documentário em curta-metragem polonês de 2013 dirigido e escrito por Tomasz Śliwiński. A obra, que segue seis meses da vida de Leo, um garoto com síndrome de Ondine, foi indicada ao Oscar de melhor documentário de longa-metragem na edição de 2015.

## Prêmios e indicações
- Venceu: Festival de Cinema de Crested Butte (2015)
- Indicado: Oscar de melhor documentário de longa-metragem (2015)